# Daniel Zamudio
Daniel Mauricio Zamudio Vera (Santiago, 3 d'agost de 1987 - 27 de març de 2012) va ser un jove homosexual xilè, convertit en símbol contra la violència homofòbica al seu país, després de ser atacat i torturat al parc San Borja de Santiago per un grup de joves que, després de diverses hores de pallisa, li van provocar ferides que setmanes més tard van acabar amb la seva vida.
L'atac contra Zamudio, perpetrat el 2 de març de 2012 per quatre individus presumptament vinculats a una agrupació neonazi, va causar commoció en la societat xilena i va obrir el debat sobre l'homofòbia al país i la falta d'una llei antidiscriminació relacionada amb aquest tipus de crims i altres, que després de la seva mort va ser finalment aprovada després d'anys de tramitació parlamentària. L'any 2012, a més, els pares i amics del jove mort van crear la Fundació Daniel Zamudio per combatre l'homofòbia en tots els fronts possibles.

## Biografia
Daniel Zamudio va ser el segon de quatre fills del matrimoni format per Iván Zamudio Contreras i Jacquelinne Vera Muñoz, originari de San Bernardo, al sud de Santiago. L'homosexualitat de Daniel va ser notòria per a la seva família quan tenia entre 13 i 14 anys, tot i que ell mateix no en va parlar fins als 17 anys.
Després de la separació dels seus pares, Daniel va viure amb la seva mare i la seva àvia. Als 17 anys va caure en una forta depressió arran del suïcidi de la seva millor amiga, la qual cosa el va conduir a abandonar l'educació secundària. La relació amb el seu pare era bona, però amb friccions, ja que Daniel considerava que el seu pare no acceptava la seva orientació sexual, i al seu torn el pare atribuïa els problemes que tenien a la irresponsabilitat del seu fill.
Als 24 anys, Daniel treballava en una botiga de roba xinesa per guanyar diners i finançar els seus estudis de model o teatre, després de reprendre els estudis secundaris. La seva intenció era fer carrera al món de les comunicacions i ser reconegut, a més de formar una família i ser pare.

## Atac i defunció

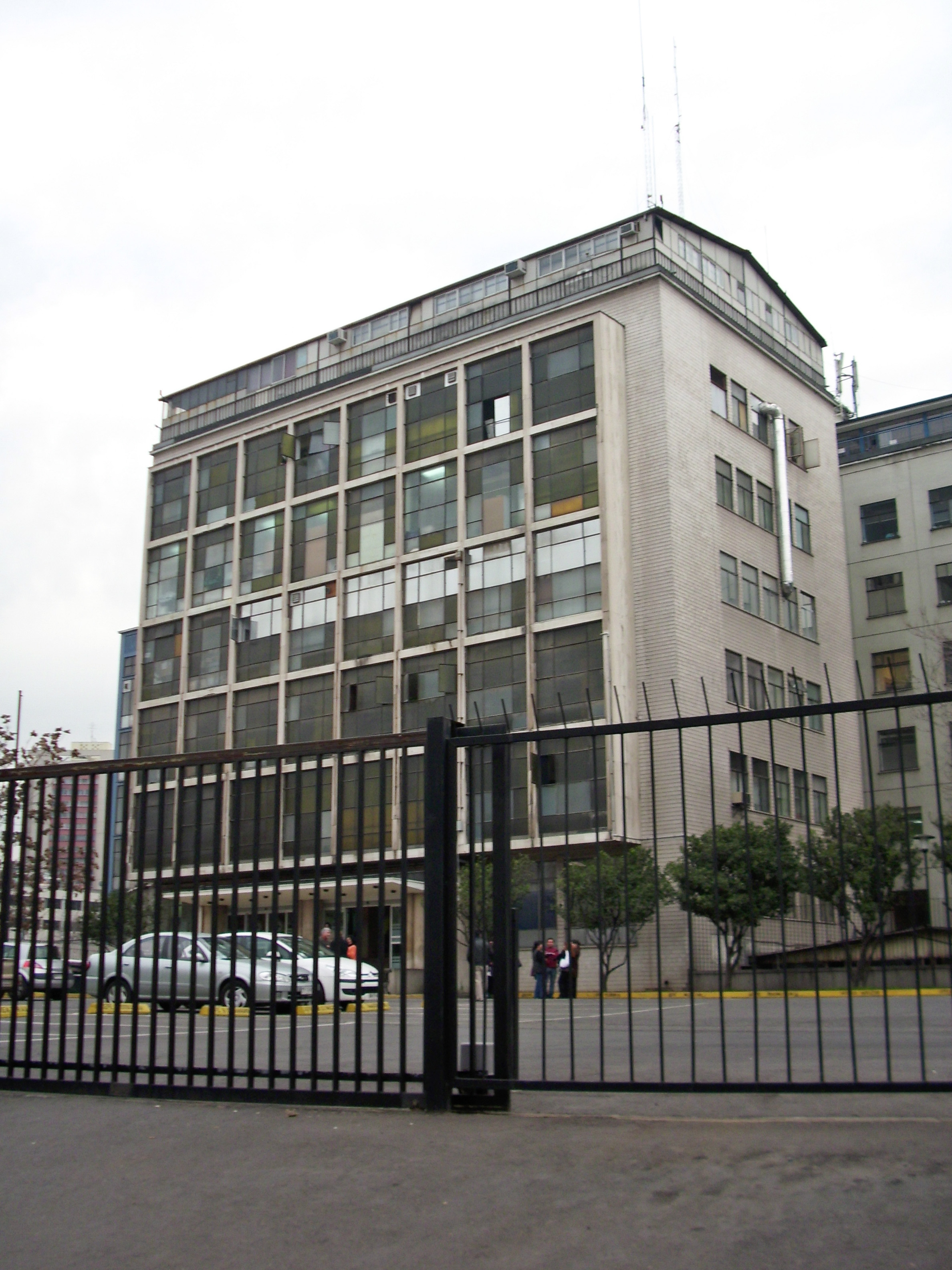
La Posta Central, recinte en el qual Daniel Zamudio va ser tractat fins a la seva defunció.

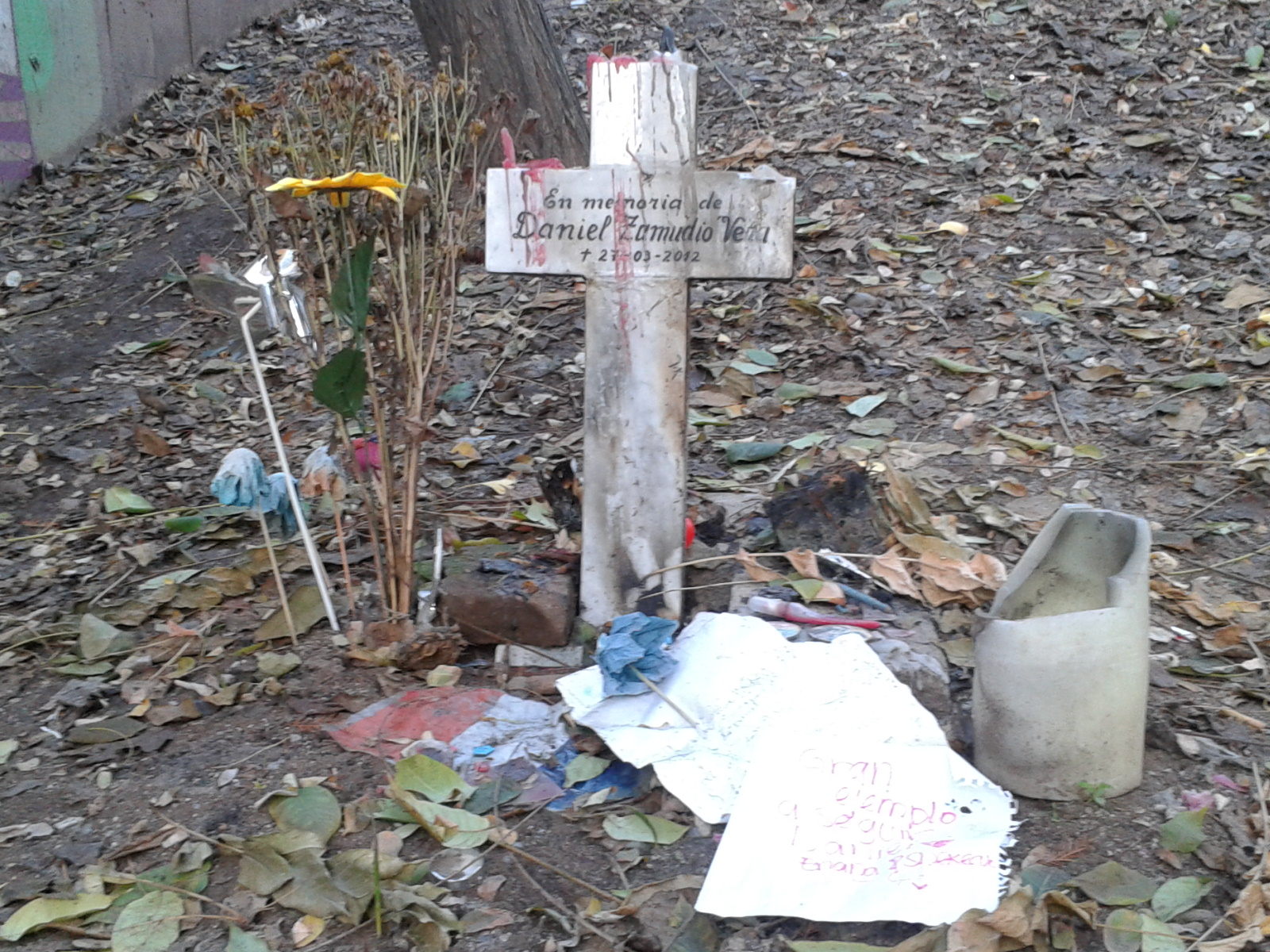
Homenatge al parc San Borja en el lloc on van trobar Daniel Zamudio.

Daniel assistia regularment a discoteques orientades a públic LGBT, i més d'una vegada va indicar haver estat assetjat a la sortida d'aquests recintes. En una ocasió, i després d'abandonar la discoteca Blondie, va ser amenaçat per un neonazi que li hauria dit: «Yo sé donde trabajai [sic] y donde te pille te voy a matar».
El divendres 2 de març Daniel va assistir al seu treball a les 7:30, com de costum, i en la tarda va avisar a la seva família que passaria a veure una amiga, per la qual cosa arribaria més tard a casa seva. Això mai va ocórrer. El diumenge la seva família va deixar constància davant la Policia d'Investigacions de Xile de la seva desaparició, i aquest organisme va aconseguir identificar-lo com un jove que va ingressar el dia anterior a la Posta Central sense identificació. En efecte, Daniel va ser trobat prop de les 4 del matí, inconscient i sense documents, per un guàrdia municipal al parc San Borja, situat al costat de l'Alameda, principal artèria de Santiago de Xile.
Zamudio va ser traslladat a la propera Posta Central durant la matinada del dissabte i, producte de les seves ferides, l'equip mèdic el va posar en coma induït. Tenia greus ferides en el seu crani i cos: part de la seva orella tallada, les cames trencades, una sèrie de talls a l'altura de l'estómac en forma d'esvàstica i diverses cremades fetes amb cigarrets.
A causa de la naturalesa de les ferides, es va plantejar des d'un començament la possibilitat d'un crim homofòbic executat per un grup neonazi, encara que seria la recerca posterior la que determinaria les causes de l'atac.
Daniel va estar internat en la Posta Central per diversos dies i va començar una lenta recuperació que el va portar a sortir del coma induït. Fins i tot es van registrar algunes reaccions involuntàries menors. No obstant això, la seva condició va empitjorar i va haver de tornar al coma (el dia 19) després de sofrir un aturada cardiorespiratòria. L'equip mèdic va determinar que estava en risc vital i les ferides confirmaven un dany neurològic sever. Després de vint dies, diverses versions contradictòries van anunciar la mort cerebral del jove. Daniel Zamudio va morir el dimarts 27 de març de 2012 a les 19:45 hores.

## Impacte

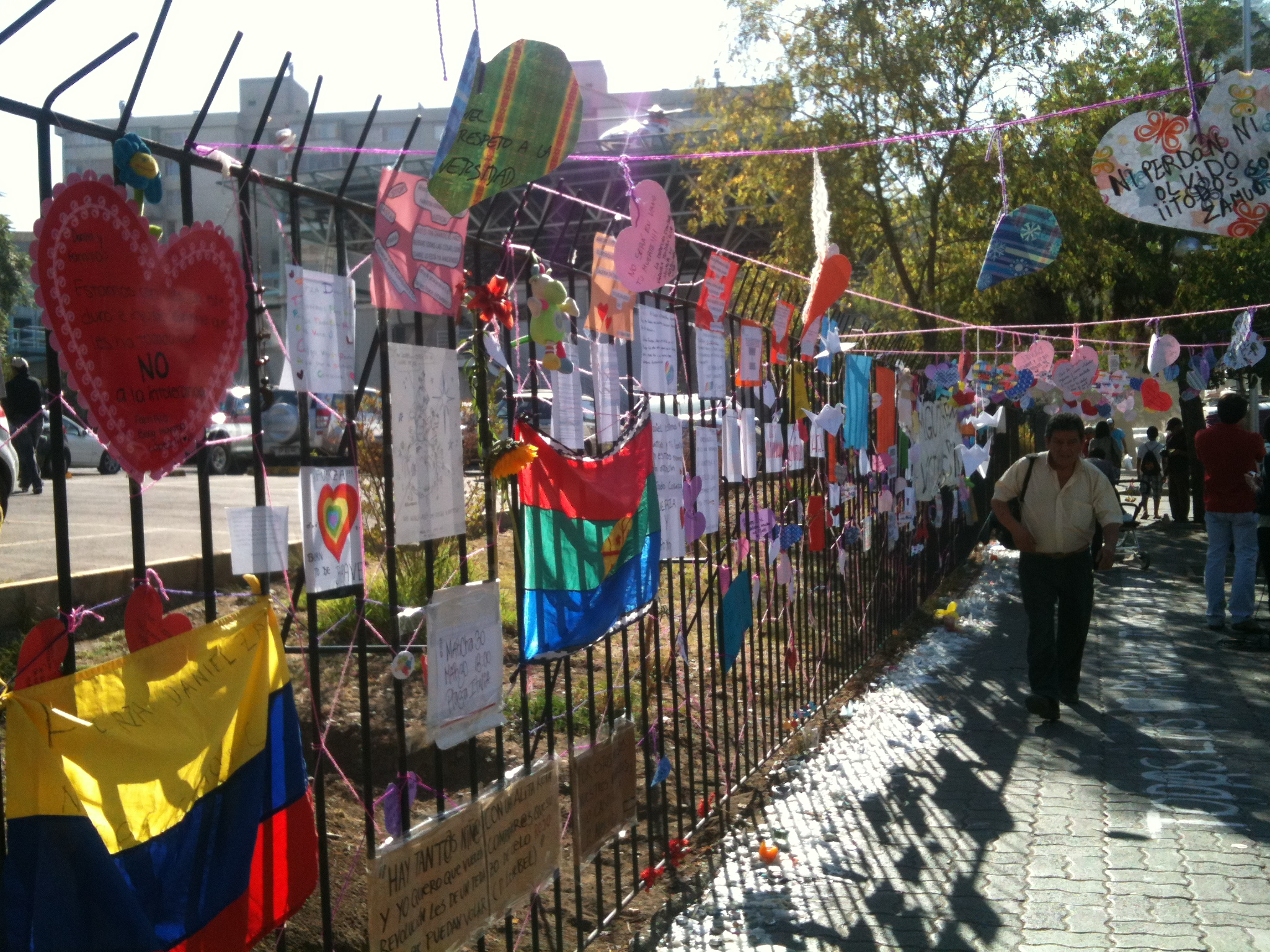
Centenars de missatges es van penjar a la reixa de la Posta Central en suport a la família de Daniel Zamudio.

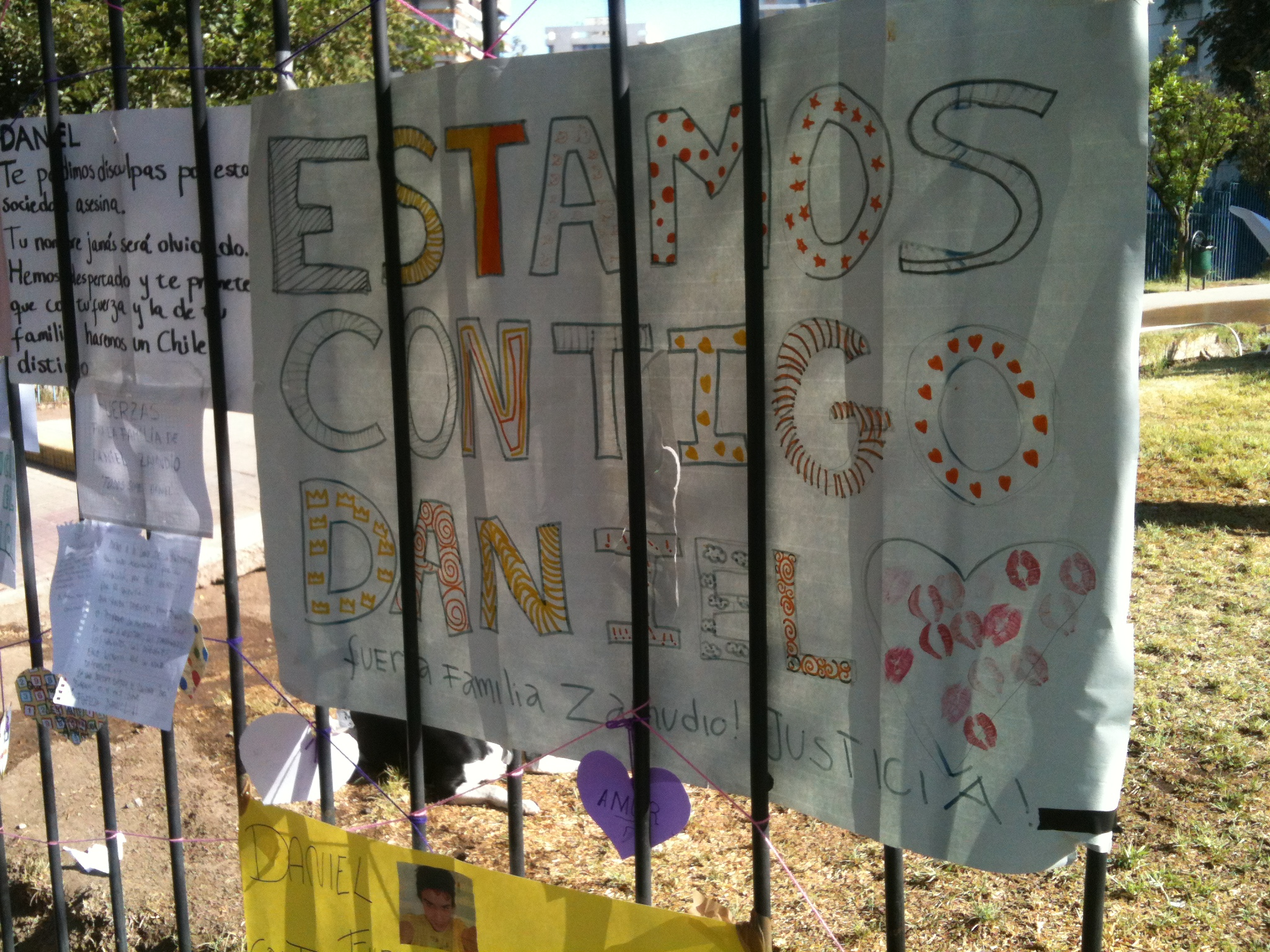
«Estem amb tu Daniel», un missatge col·locat fora de la Posta Central.

La notícia de l'atac a Zamudio va ser difosa per diverses col·lectius en defensa dels drets de minories sexuals, en particular pel Moviment d'Integració i Alliberament Homosexual (Movilh), que van anunciar accions legals contra els responsables, a més de sol·licitar formalment una reunió amb el Ministeri de l'Interior. Movilh va indicar que entre 2002 i començaments de 2012 s'havien registrat 66 denúncies d'agressions físiques perpetrades per civils, que havien afectat unes 250 persones.
Gràcies a l'ús de xarxes socials, la notícia va aconseguir gran difusió i va generar un repudi massiu en la societat xilena, posant de manifest la realitat de la discriminació a minories sexuals a Xile.
Es van realitzar diverses manifestacions de suport a Daniel Zamudio i la seva família a fora de la Posta Central, incloent-hi vigílies amb veles («velatones»). El 30 de març milers de persones van acompanyar a la família de Daniel Zamudio durant el seu funeral. El seguici fúnebre va recórrer diverses comunes i va ser rebuda per diversos manifestants exigint justícia per la mort de Daniel, abans d'arribar al Cementiri General de Santiago, on va ser enterrat.
Un any després del succés, la nit del 2 de març de 2013, es va realitzar a Santiago una marxa en commemoració de l'assassinat de Daniel, en la qual van participar 300 persones.

### Declaracions
Diversos polítics van manifestar el seu rebuig a la situació, incloent-hi el ministre de l'Interior Rodrigo Hinzpeter qui va rebre al Movilh i dies després va organitzar una trobada entre el president Sebastián Piñera i la família Zamudio en el Palacio de la Moneda. Després de la trobada, la Intendència de Santiago va anunciar ser part de la querella per l'atac a Daniel Zamudio.

Després de confirmar-se la mort de Daniel Zamudio, el president Piñera va solidaritzar amb la família a través del seu compte de Twitter mentre recorria Àsia com a part d'una gira oficial.
| «                                                          | La brutal y cobarde agresión y muerte de Daniel Zamudio hieren no solo a su familia sino también a todas las personas de buena voluntad. Quiero expresar a los padres, familia y amigos de Daniel Zamudio mis más profundos sentimientos de cariño y solidaridad. Su muerte no quedará impune y refuerza el compromiso total del gobierno contra toda discriminación arbitraria y con un país más tolerante. | » |
| — Sebastián Piñera (@sebastianpinera), 27 de març de 2012. | |   |

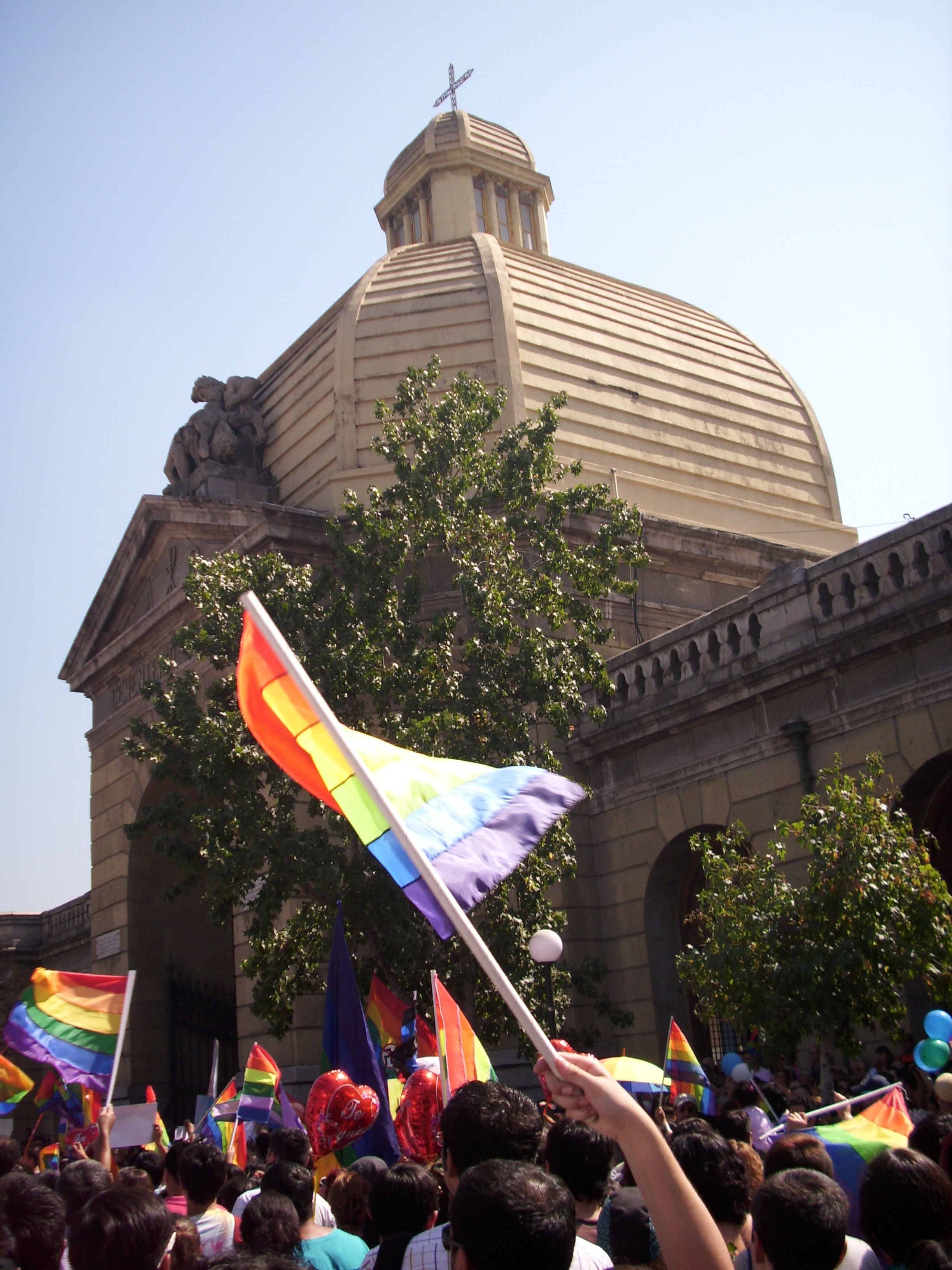
Banderes gais en el funeral de Daniel Zamudio.

Al seu torn, el portaveu de Movilh es va referir a la situació des de la Posta Central moments després de la confirmació de la mort i va definir Zamudio com «un màrtir ciutadà de les minories sexuals». Diversos artistes van repudiar el fet, com Boy George, Gloria Trevi, Pablo Simonetti i Beto Cuevas. El cantant porto-riqueny Ricky Martin va dedicar el seu premi GLAAD a Zamudio. D'altra banda, la cantant russa Ielena Katina —exintegrant del duo t.A.T.u.— també va enviar un missatge via YouTube per solidaritzar amb la causa.
L'església catòlica de Xile va manifestar el seu rebuig a aquest tipus d'atacs; no obstant això, el Movilh va criticar l'actitud d'aquesta institució, una de les principals opositores a la llei antidiscriminació, de no acompanyar la família de Daniel Zamudio mentre sí ho havia fet per al sacerdot Fernando Karadima, acusat de pederàstia. L'arquebisbe de Santiago Ricardo Ezzati va rebutjar les acusacions i va dir que el vicari de l'Esperança Jove havia acompanyat la família del jove assassinat, encara que en silenci perquè «cal acompanyar amb una actitud callada [perquè] l'aprofitament del dolor humà és inhumà». Pel que fa a la llei antidiscriminació, Ezzati va reiterar les seves reticències sobre aquest tema, ja que calia veure que estava «sota la no discriminació».

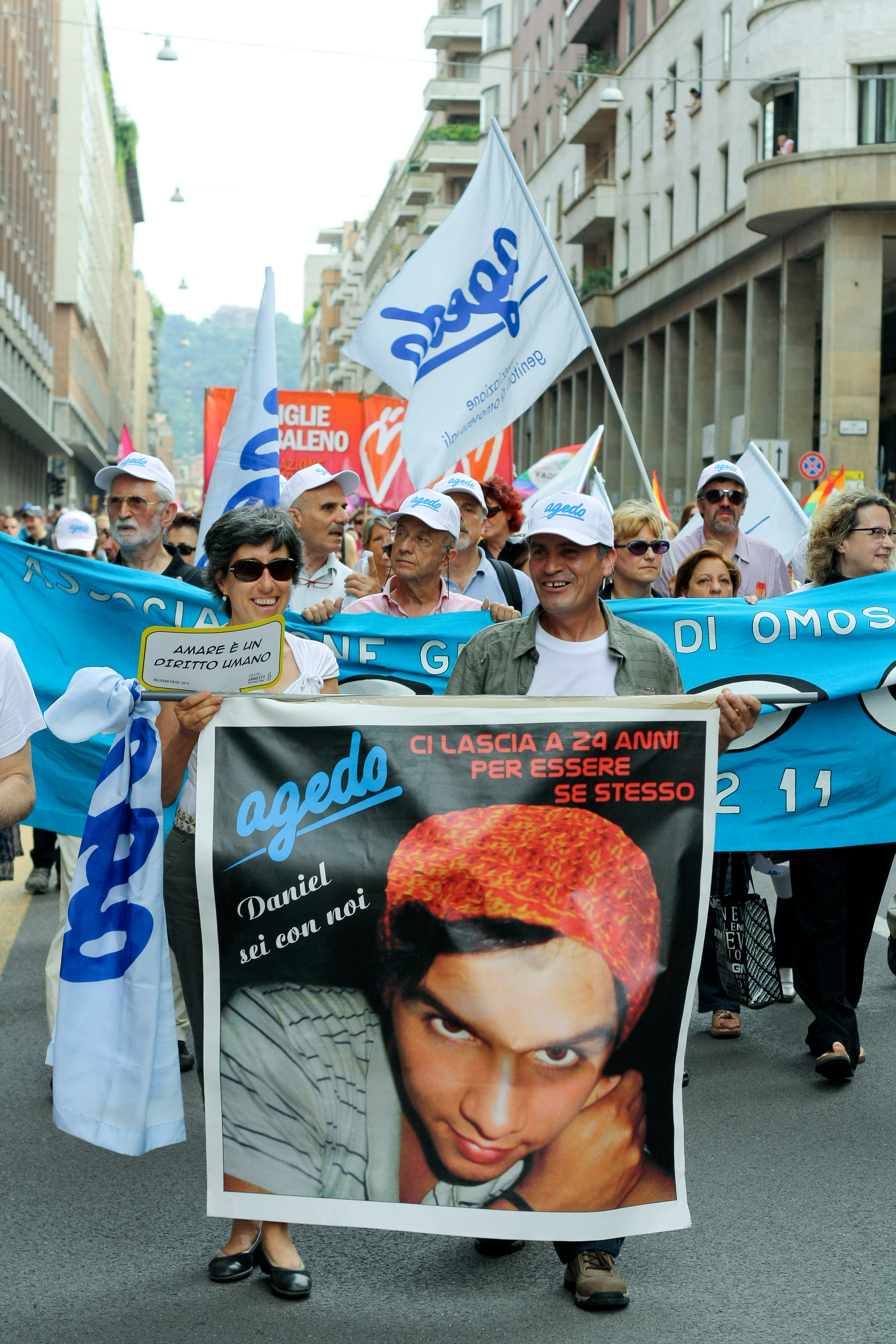
Una fotografia de Daniel Zamudio en una marxa LGBT a Bolonya.

El cas va ser tractat per organitzacions internacionals dedicades a la protecció dels drets humans. El 29 de març de 2012, la Comissió Interamericana de Drets Humans es va pronunciar condemnant el fet a través d'un comunicat i va instar el govern xilè a investigar els fets de manera «immediata i seriosa». L'endemà, l'Oficina de l'Alt Comissionat de les Nacions Unides per als Drets Humans (ACNUDH) va publicar una nota demanant a les autoritats xilenes legislar en contra de la discriminació seguint estàndards internacionals i condemnant els crims d'odi. A més, va comparar el cas Zamudio amb altres casos de discriminació a nivell mundial.
| « | El asesinato de Daniel Zamudio es sólo el último recordatorio de la gravedad y prevalencia de la violencia homofóbica, la cual, el más reciente reporte del ACNUDH indicó existe en todas las regiones. Esta vez ocurrió en Santiago de Chile, pero puede ocurrir cada día en las calles de pueblos y ciudades de todo el mundo. | » |
| — Rupert Colville, vocero de la Oficina del Alto Comisionado de las Naciones Unidas para los Derechos Humanos, 30 de març de 2012. | |   |

Les opinions de rebuig, no obstant això, no van ser unànimes. L'advocat Jorge Reyes, representant de l'agrupació Xarxa per la Vida i la Família i proper al partit dretà Unió Demòcrata Independent (UDI), va afirmar que «si la societat conegués la vida de Daniel Zamudio opinaria diferent», ja que el jove hauria estat alcoholizat en el moment de l'atac i havia estat expulsat de la seva casa, i també va afirmar que a Xile existia una «visió romàntica sobre la tolerància». Aquestes paraules van ser considerades «aberrants» i «el pitjor de la societat» pel portaveu del Movilh Óscar Rementería i van motivar que el govern prescindís dels serveis de Jorge Reyes en la secretaria de salut de Biobío.

### Reaccions polítiques
Després de la trobada amb la família Zamudio en el palau governamental, el ministre Hinzpeter va anunciar que posarien summa urgència al projecte de Llei antidiscriminació que es discutia al Congrés Nacional des de 2005. El Movilh va valorar l'anunci, però va manifestar que no s'havia d'aprovar «qualsevol llei», ja que el projecte que estava en discussió presentava diverses fal·làcies.

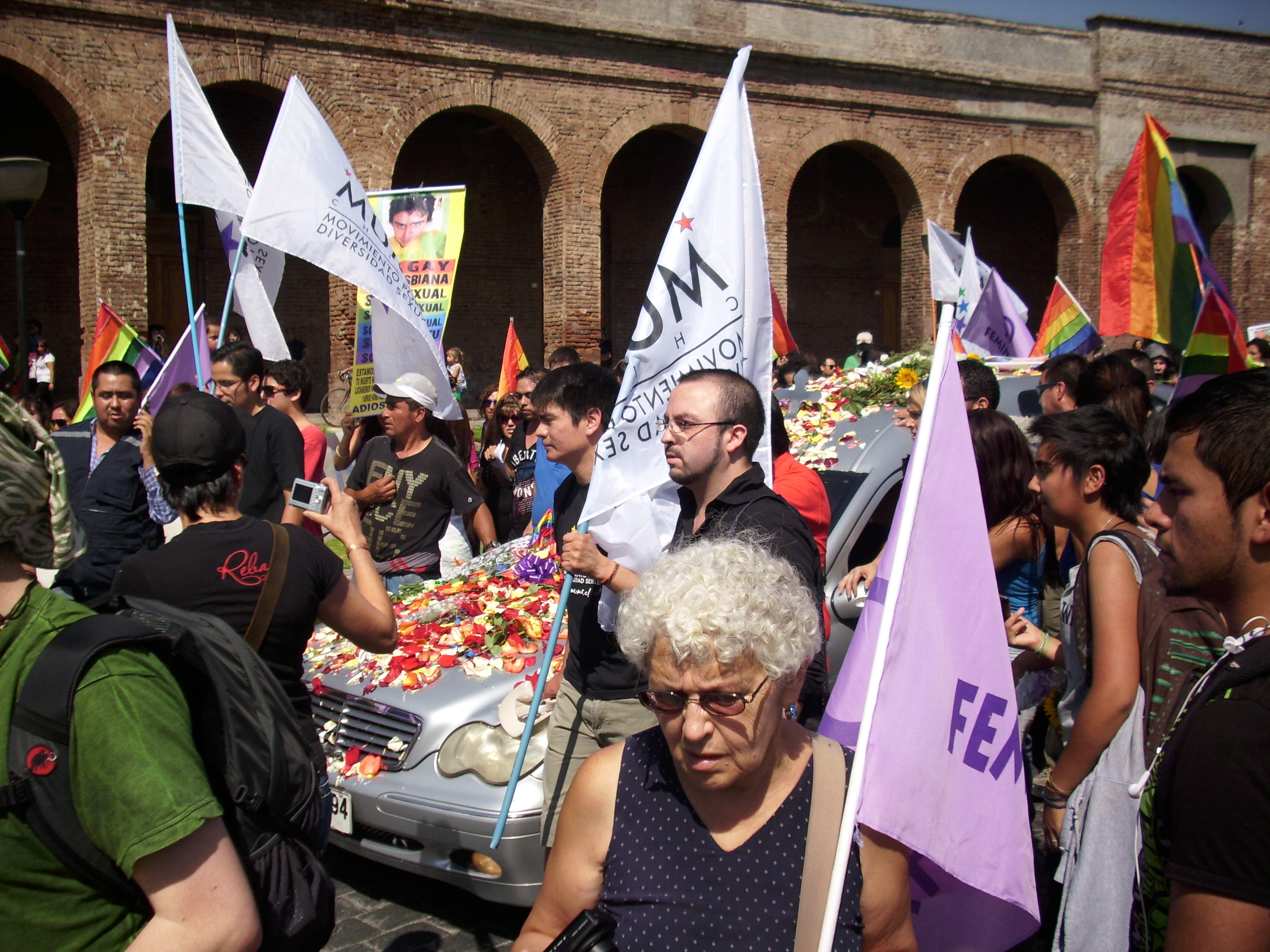
El seguici fúnebre de Zamudio arribant al Cementiri General de Santiago el 30 de març de 2012.

La discussió sobre la Llei antidiscriminació portava anys encallada, especialment pel rebuig de part important dels parlamentaris de l'Coalició pel Canvi. El novembre de 2011 l'article segon del projecte, que incloïa referència a minories sexuals, va ser votada a favor per 23 senadors —incloent 7 PDC, 3 RN i 1 UDI— i en contra per 11 senadors —1 DC, 6 RN i 7 UDI. Es va publicar a les xarxes socials la llista dels parlamentaris que van votar en contra, acompanyada d'una crida per no votar-los en les eleccions parlamentàries de 2013. Davant aquestes crítiques, el senador Juan Antonio Coloma, president de la Unió Demòcrata Independent —el partit amb més parlamentaris aleshores—, va argumentar que la Llei antidiscriminació no hagués evitat el crim, que va considerar com a inacceptable i que s'havia de combatre amb llei o sense, encara que va defensar el seu rebuig a la llei perquè podia «treure la naturalesa a certes institucions». En tant, diversos senadors de la Concertació van proposar tornar a incloure els articles sobre minories sexuals exclosos durant la discussió de la llei alguns mesos abans i van acusar la UDI d'estar «incitant al fet que es generin fets de violència» en recórrer al Tribunal Constitucional per anul·lar el projecte de llei. Els senadors Guido Girardi (PPD), Juan Pablo Letelier (PS), Ricardo Lagos Weber (PPD) i Mariano Ruiz-Esquide (PDC) fins i tot van sol·licitar denominar la llei antidiscriminació amb el nom de Daniel Zamudio.
Després de la defunció de Daniel Zamudio, van sorgir altres accions polítiques. Entre elles destaca el projecte de llei que crea el Dia Nacional de la Diversitat, presentat per diputats demòcrata cristians. Un regidor de la comuna de Santiago també va sol·licitar reanomenar el parc San Borja, on va ocórrer la pallissa, amb el nom Daniel Zamudio i convertir-ho en un memorial de la tolerància i la no violència.

## Investigació criminal

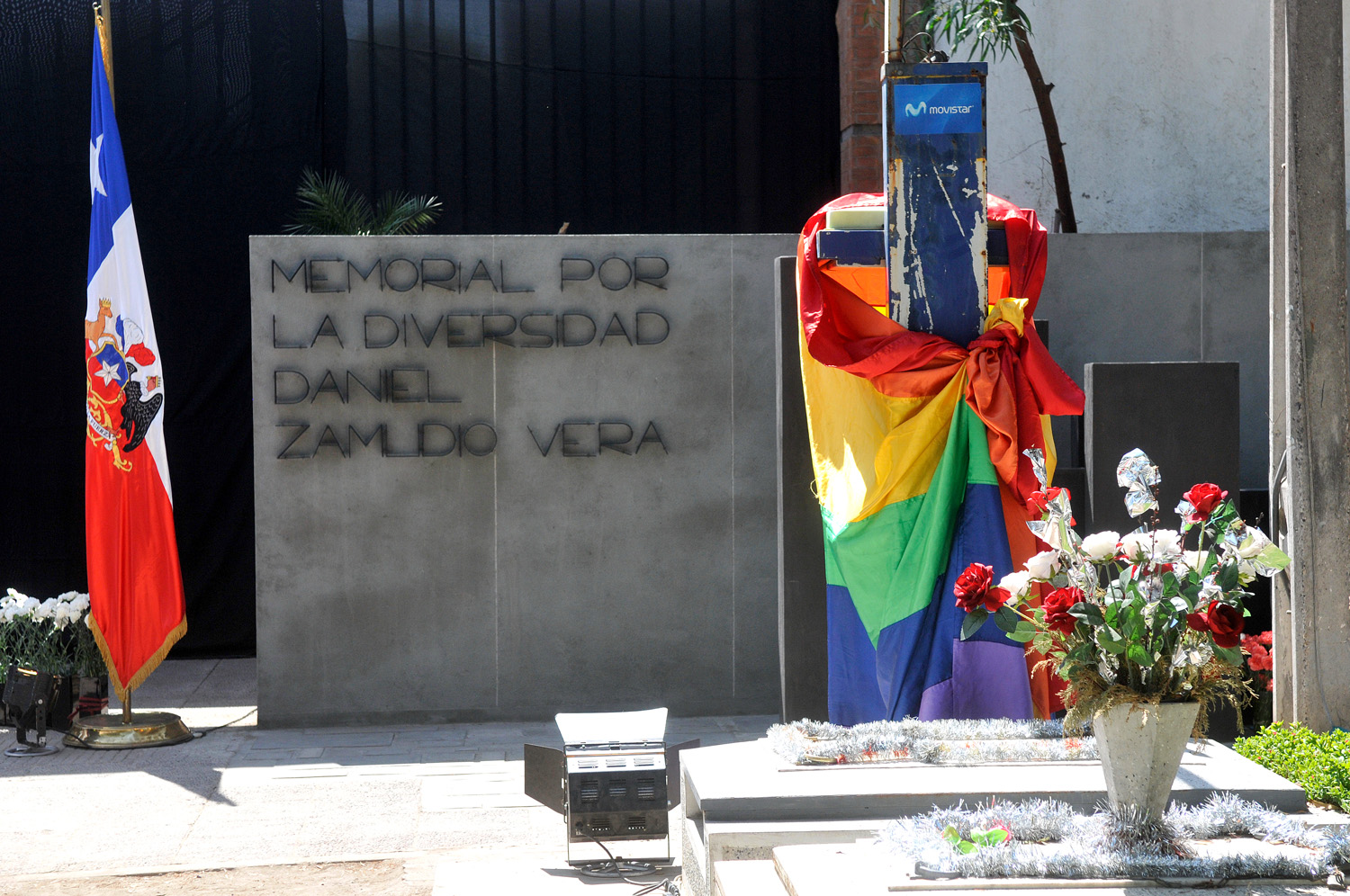
El Memorial per la Diversitat va ser inaugurat el 2013 en el Cementiri General de Santiago, on van ser traslladats les restes de Zamudio.

### Imputats
A causa de les característiques de l'atac, les primeres versions apuntaven a un atac dut a terme per gropuscles neonazis, que haurien atacat Daniel Zamudio per la seva orientació homosexual.
El dia 9 de març, després de recollir diverses pistes i les versions d'alguns testimonis, el grup US-9 dels Carabineros de Chile va identificar i va detenir quatre persones com els presumptes causants dels cops, que inicialment haurien confessat la seva participació en els fets. Els imputats van ser:
- Alejandro Áxel Angulo Tapia (26), conegut com El Gackt II, processat per robatoris menors i atacs a peruans. Era imitador de Michael Jackson i tenia una tenda al centre comercial Eurocentro en el paseo Ahumada.[46]
- Patricio Iván Fumada Garay (25), conegut com a Pato Core. Havia sortit d'una condemna de presó per robatori amb intimidació. Tenia registres d'atacs xenòfobs contra peruans.[46]
- Raúl Alfonso López Fuentes (25), neonazi i amb registres de furt en supermercats i estacions de servei.[22] Va intentar ser militar, però va ser rebutjat.[46]
- Fabián Alexis Mora Mora (19), l'únic involucrat sense antecedents. No obstant això, el 4 de gener Mora va escriure en el seu perfil de Facebook haver «rebentat el crani i la clavícula» a un indigent al seu barri.[47] Va conèixer Angulo per les seves visites a l'Eurocentro.[46]

Si bé el grup no es declarava neonazi, tant Ahumada com López sí que presentaven certes tendències similars i manifestaven admiració d'aquesta ideologia.

### Declaracions
Raúl López es va declarar culpable després de la detenció. Va dir que amb el seu grup va trobar Daniel dormint en una banca del parc a les 9 de la nit. Després d'anar a comprar alcohol, va trobar Ahumada i Angulo copejant Zamudio.
| «                            | Le empezaron a golpear con sus manos en la cabeza y rostro. No era muy fuerte, casi como para que despertara. Después a los cabros les entró la maldad y empezaron a pegarle más fuerte. Lo tomamos y lo llevamos al parque. Entramos por el costado de la reja principal, que está al lado del Unimarc. Ahí el Fabián Mora bajó con él, después nos pusimos a tomar unos copetes, le convidamos un vaso de ron y luego me fui a comprar nuevamente. | » |
| — Declaración de Raúl López. | |   |

En tornar, Ahumada estava copejant amb fúria Zamudio pel fet de ser gai. Ahumada donava «puntades, combos en el cap, en la cara, en els testicles, en les cames, per tot el cos», segons relata López, mentre Zamudio sagnava pel nas i el rostre. Després d'això, haurien utilitzat el coll d'una ampolla trencada de pisco sour per dibuixar-li una esvàstica en l'abdomen.
| «                            | Angulo agarró una piedra grande que estaba ahí y se la tiró en la guata unas dos veces, después la tomó y se la tiró en la cabeza. Después, Fabián Mora Mora tomó la piedra y la lanzó como 10 veces en las piernas de la víctima […] Hicieron como una palanca y ahí se quebró, sonaron como unos huesos de pollo, y como ya el muchacho estaba muy mal, nos fuimos cada uno por su lado. | » |
| — Declaración de Raúl López. | |   |

Després de sis hores de tortura, i després d'apagar els seus cigars en el cos de l'atacat, el grup hauria abandonat Zamudio inconscient prop de les 2:30 de la matinada.
La versió va ser rebutja per Ahumada i Angulo, que van reconèixer trobar-se amb Zamudio al parc. No obstant això, van insistir que el van salvar d'un assalt mentre dormia al parc. Després de protegir-lo, haurien anat amb Zamudio a menjar unes sopaipillas i seguir bevent. Ahumada assegura que es va retirar a prop de les 10 de la nit i que, després d'escoltar en la premsa de la pallisa que havia sofert Daniel, havia intentat comunicar-se amb els Carabineros per explicar el que sabia, però que abans havia estat detingut. Angulo, si bé en un començament va donar suport a la versió d'Ahumada, posteriorment va reconèixer que el seu company hauria atacat Zamudio i que la seva declaració inicial era producte de les amenaces d'Ahumada. Fabián Mora, finalment, va donar suport a la versió de López a excepció del fet que ell no reconeix ser qui ataca amb una pedra a Zamudio.

### Judici i condemna
El fiscal Ernesto Vásquez, a càrrec de dirigir la recerca, va requerir la formalització dels imputats pel delicte d'homicidi frustrat, i, així mateix, va sol·licitar la seva presó preventiva, mesura que va ser concedida pel 7è Jutjat de Garantia de Santiago, després de considerar que la llibertat dels imputats constituïa un «perill per a la societat». Després de la mort del jove, el delicte es va veure modificat per la figura d'homicidi qualificat en grau de consumat, el delicte més greu que contempla l'ordenament jurídic xilè.
El judici es va dur a terme principalment durant 2013 en el Quart Tribunal Oral en el Penal de Santiago. El 17 d'octubre Patricio Ahumada, Alejandro Angulo, Raúl López i Fabían Mora van ser declarats culpables d'homicidi qualificat i es va posar l'accent en la "crueltat extrema" dels atacants, els qui "van augmentar deliberadament el dolor" durant la pallissa a Daniel Zamudio. La fiscalia de la zona Centro Norte, liderada per Ernesto Vásquez, va sol·licitar la pena de presó perpètua simple per a Patricio Ahumada, mentre que per a Angulo i López va demanar 15 anys de presó i per a Mora, 8. El 28 d'octubre el Tribunal va publicar les condemnes respectives i va confirmar les penes sol·licitades per la Fiscalia, a excepció de Mora que va quedar amb 7 anys de presó.

## Llegat
- Solos en la noche: Zamudio y sus asesinos (2014), llibre que tracta de la recerca periodística de Rodrigo Fluxá sobre el cas.
- Zamudio: Perdidos en la noche (2015), miniserie de quatre episodis emesa per TVN basada en el llibre anteriorment esmentat.
- Yo soy Daniel (2016), obra de teatre del dramaturg Gonzalo Briones Tapia inspirada en l'última època de vida de Daniel Zamudio.
- Nunca vas a estar solo (2016), pel·lícula dirigida per Álex Anwandter inspirada en el cas Zamudio. Va inaugurar l'edició de 2016 del LesGaiCineMad.
- Jesús (2016), pel·lícula dirigida per Fernando Guzzoni inspirada en el cas Zamudio.